# 柴田亜美
柴田 亜美（しばた あみ、1967年5月24日 - ）は、日本の女性漫画家・画家である。

## 来歴
1967年、長崎県生まれ。長崎大学教育学部附属小学校、長崎大学教育学部附属中学校、長崎県立長崎西高等学校、武蔵野美術大学短期大学美術科専攻科を卒業。
1990年、会社員時代に参加したエニックス（現在のスクウェア・エニックス）の『ドラゴンクエスト4コママンガ劇場』にて人気を集める。1991年より月刊少年ガンガンにて『南国少年パプワくん』を連載開始、アニメ化されるなどのヒット作となる。以降、エニックスや集英社など、多数の雑誌に連載を持つ。
漫画家として活動する一方で美容方面にも興味を持ち始め、2012年2月19日より美容ブログ『女漫画家の極限美容!』を開設。2016年12月には、プライベート美容サロン『ボディオートクチュール ami』開店（2018年9月30日閉店）。
2020年ごろから画家としての活動を開始。アートイベントや個展で、作品を継続的に発表している。

### 幼少期
1969年に父がマサチューセッツ工科大学に研究留学し、それを追う形で1970年に家族で渡米。その後、カナダのモントリオールに移り住む。1972年に家族で帰国。

### 学生時代
小学校時代から絵画教室に通っていたが、中学校に入る直前あたりから本格的に漫画を書き始めるようになった。初めて完成させた作品は『邪鬼郎』というタイトルで、『柴田亜美のほん2』で「12-13歳の頃に初めて描いた漫画」として公開されている。
1982年、高校に入学。この頃には油絵の絵画教室に通い始め、1983年からは、美大の予備校（河合塾美術研究所）に通うため上京するようになる。この時期、音楽雑誌『音楽専科』の似顔絵コーナーで入選。1984年に、同誌の別冊であるロック漫画誌『8ビート・ギャグ』に漫画を掲載し商業誌デビュー。『8ビート・ギャグ』には多数の作品を掲載し、志摩あつこらと並び人気を得る。この他にも他社の洋楽雑誌でイラストなどを描いていたが、柴田自身は「コンサートのタダ券ほしさに描いていたため、プロのマンガ家になる気はなかった」と振り返っており、大学に入学する頃には漫画を描くこともなくなった。
1985年、大学に入学する。大学時代の同期には諏訪敦がいる。
1987年、同大学の専攻科に編入。1988年に卒業。

### 社会人として
アートアドバイザーとして銀座の画廊に就職するも半年で退職。
1989年、リクルートの関連会社にイラストレーターとして就職。FromAやとらばーゆ等の求人広告のカットを描いていた。

### 執筆活動の開始
1990年、知人の児嶋都に誘われる形で『ドラゴンクエスト4コママンガ劇場』に執筆を始め、「ニセ勇者」シリーズを執筆して人気を博す。同年6月には「ソードマスター剣王伝説」でエニックスファンタジーコミック大賞奨励賞を受賞。その後、創刊企画時の『月刊少年ガンガン』から執筆依頼が来るものの、当時はまだプロとしてやっていく気はなく断っていたという。しかし、私生活上で嫌なことがありヤケになっていた時に、当時会社があった渋谷の路上でエニックスの編集者から「漫画を描かないか」と声をかけられ、思わず頷いてしまったことからプロになる決意を固めた（この出来事を柴田は「エニックスナンパ事件」と呼んでいる）。
1991年に『月刊少年ガンガン』創刊号にて、『南国少年パプワくん』の連載を開始。2話目までは会社勤務と漫画連載を並行していたが、連載3話目以降は時間的に両立させるのが難しくなり会社を退職、漫画家の専業となる。『南国少年パプワくん』はアニメ化されるなどのヒット作となり、藤原カムイ、衛藤ヒロユキらと共に『月刊少年ガンガン』初期の牽引役となった。
その後エニックス（現スクウェア・エニックス）、集英社、講談社、徳間書店、小学館、アスキー（現エンターブレイン）、竹書房などでの連載経験を持つ。
2012年に『カミヨミ』の連載を終了して以降はストーリー漫画作品の制作は減少し、エッセイ漫画・レポート漫画を中心に作品を発表している。
2021年までAndroid/iOS用アプリゲーム『ファンタジーライフ オンライン』のゲーム内にて『FLO4コマ劇場』を連載。
2017年には一部報道で「柴田亜美が漫画家引退」というタイトルの記事が発表され、本人もインタビューで「私、美容家になります。漫画を辞めても悔いはない。」という旨の発言をしたものの、以降も継続して漫画作品を発表している。
2021年から画家の仕事を始め、そちらの活動が中心になりつつあるという。

## 人物

### 自画像
- 自画像（自作に自分を出す場合）は基本的には普通の人間だが、要所要所で何の説明もなくデフォルメキャラに切り替わる。エッセイ的な漫画を書き始めた頃はタコやウサギが多かったが、ドキばぐシリーズ以降はタヌキが多い。なお、このタヌキは、耳が確かにあるものの、口先が細長く、見る人によってはキツネにしか見えないため、ドキばぐシリーズの連載で交友が生まれた岡田耕始と東京ゲームショウ内でのトークショーで『真・女神転生 デビルチルドレン 黒の書・赤の書』に柴田と担当編集だった小澤繁夫（現トムス・エンタテインメント執行役員兼セガサミーホールディングス株式会社・IP事業推進部部長、JadeComiX株式会社・取締役[8]）をゲスト出演させる約束を守り、実際に収録された際に「キツネのナマモノ」と説明するという凡ミスが起きている[9]。また、作者の漫画の中で犬の名前によく「チャッピー」が使われるのは、子供の頃作者が兄からチャッピーと呼ばれていたため。なぜチャッピーなのかは不明。

### 作風
- 漫画家の中でもかなりの速筆。イラストレーター時代に大量にイラストを描いていた経験によるものだという。1990年代初頭から中盤にかけては、多い時には月刊誌に100ページ超の作品を掲載したことに加え、複数の雑誌で掛け持ち連載をしていた。だが本人がネタにしている通り、仕事を安易に引き受けすぎて年末進行期間中は来客で来ていた中裕司と大島直人に手伝わせたりしても、結局締切に間に合わず、時折印刷所を止めることがあり、大日本印刷に勤めていた親戚に謝罪したり、大日本印刷からクレームが来ることや、連載に穴をあけることも割とあった。体調を崩しかけたため、2000年代後半あたりからは仕事量を抑えている。
- 少年漫画を執筆する際、ストーリーは王道ながらもボーイズラブの要素を入れるのを常としている。女性キャラがほとんど出ないのも特徴。

### プライベート
- 1993年に、交際していた造形デザイナーの男性との結婚を発表したが、後に別れている（別れた時期は公表されていない）。しかし当時婚姻届を役所に提出しておらず、最終的に提出しないまま男性と別れたため、戸籍上は離婚歴がないことを2020年に公表している[10]。
- 仮眠をする時は、ベッドではなく廊下で寝る。その時の枕は那須に取材に行った時に土産物屋で買った固いこけしであり、20年以上愛用している。ベッドで寝ると熟睡してしまうからだという。しかし、アシスタントには「あれだけ売れて、廊下で寝るんだ」と陰口を言われている。しかし、廊下で寝るというのは本人にとっては結構重要なことで、廊下で寝られる家を選んで2009年に麻布十番にあるマンションの3LDKの部屋を1億6000万の一括払いで買い（本当は1億9000万だったが、売り主が柴田のファンで、イラスト入りサイン色紙を描いて渡したら3000万まけてくれた）、そこを自宅兼作業場にしている。テレビで見せた酔っぱらったパフォーマンスを見るに、廊下で寝るのは（位置も決まっている）完全に癖になっている。
- 麻布十番に億ションを買う前は高円寺や三軒茶屋、初台、南青山に住んでいた。南青山に住んでいた際に一時期南青山第一マンションズに居住していた事がある[11]。

### 家族
- 父の柴田尚武は脳神経外科医（長崎大学名誉教授）で、かつてアメリカ航空宇宙局（NASA）のアポロ計画で医療スタッフとして携わっていた。母は佐賀藩の大奥の末裔。
- 兄が1人いる。1999年時点では、自身の著書で「都内にある富士銀行の銀行員」と紹介されている。兄は1999年時点で結婚しており[11]、1995年に産まれた甥がいる。
- 曽祖父が孫文を匿っていたことがある。また中田弘二は母方の大叔父でもある[12]。被爆二世であることをブログで公表している[13]｡父から美術大学進学を認めてもらう時に、何でもするからと言った事で動物実験用に使われていた60頭のネズミの世話をさせられた事がある[14]。
- チワワ（名前は伽羅〈きゃら〉）をペットとして飼っていた。以前はチワワの蛍（ほたる）と楽（らく）、ポメラニアンの茶壺（ちゃつぼ）を飼っていたが、蛍が2012年11月に、楽が2016年2月に、茶壷が2016年4月、伽羅が2022年12月[15]にそれぞれ他界している。蛍と楽は元預かり犬で、高齢であったことから正式に引き取られた。

### 趣味・特技
- カエル が好きで、自宅に大量のカエルグッズがある。作品中でもしばしばカエルが扱われ、『漫画家の犬たち〜茶壺と伽羅の愉快なブログ〜』でも自身のカエルグッズを紹介することがある。
- エンターブレインの社長だったヒゲに付き合わされた結果[16]プロレス好きである。ストレス解消に週一度後楽園ホールへ行き、レモンサワーを飲みながら（本人曰くマッチョイオンを浴びるため）プロレス観戦している。後楽園ホールに住みたいともいうくらい好きである。

### 嗜好
- 好きな物はアワビ・酒（ただしビールは好きではない）・バナナ・黄色（カラー原稿の背景は必ず黄色で塗る）[17]・長電話・スルメ・チゲ鍋・買い物・犬・ボンカレー[11]・鮭とば[18]。嫌いなものはコーヒー牛乳・チョコレートケーキ・ドーナツとオニオンリング[14]。この3つは理由なく嫌いとのこと。

### 苦手
- タマネギが大の苦手。アレルギーではなくただの好き嫌い。しかしブログで紹介している料理で度々使用している（2012年3月2日のブログにて「食感がダメなんですけど、風味は大丈夫なんですよ」とコメント）。
- マンゴー・アボカド・銀杏・ハゼノキ・油粘土などで顔がかぶれる。特に銀杏の時は入院するほどの症状が出た。アボカドによるアレルギー反応で体が腫れた時は、あまりの腫れの酷さに皮膚科で資料用に写真を撮られたほどである事をブログで記事にしていた事がある[19]。
- 1991年当時ソアラを所有していた兄とは違い自転車にも乗れない[20]、自動車運転免許も持っていないものの、『ドキばぐ』の作中内で中裕司が当時所有していたナックルズ色のフェラーリ・F355・ベルリネッタ[21][22]を「おまえのフェラーリクレ」とねだったところ、中に「自転車に乗れるようになってから言え、来客者には自分が遊びに来たときのように水ではなく茶を出せ、お隣さんに味噌を貸しなさい、エステに通い続けろ、（当時同じマンションに住んでいた）糸井重里に引っ越し蕎麦を持って行って挨拶をしろ」と怒鳴られたことがある。
- ホラーゲームとアクションゲームは苦手。そのためドリームキャスト版の『バイオハザード コードベロニカ』を逃げ足が速いという理由で中裕司に焼き肉をエサにする形でやらせたり[11]、甥っ子が柴田の代わりに『デビルメイクライ』をプレイしていた事がある[23]。

### 漫画執筆以外の活動

#### 犬の保護活動
保護団体「ALMA（アルマ）」に保護された犬の預かり、いわゆる保護活動をボランティアとして行っている。2005年のひろしまドッグぱーく事件を機に興味を持ったという。過去に伽羅という名前の犬を飼っていたが、2022年12月30日に急逝。さらに以前は茶壷、楽という名前の犬も飼っていたが、楽は2012年に他界した蛍と同じく、年齢によって引き取り手がいないと危惧されたことから柴田自身が引き取ることになり、その後2016年2月に他界、茶壷もまた2016年4月に他界した。一時預かりを含め、飼い犬たちとの日常をブログにて公開している。

#### 美容関係
2007年頃より体調を崩して、体重が10kg増加。これがきっかけで食事療法、筋トレ、エステ、レコーディングダイエットなどあらゆるダイエット方法で減量を試みるようになる。食事療法と筋トレを基本に継続したところ44歳になる頃には14kgの減量に成功。その後も筋トレは続けていたが、座り仕事の多い執筆業に多く見られがちな腰痛や肩こりは改善されずにいた。
2016年6月、通っていたジムでボディセラピストに受けたマッサージで体のバランスを整えることが大切であると開眼。同年9月にはサロンを開くことを決意し、12月に麻布十番にプライベートサロン『ボディオートクチュール ami』をオープン。施術は前述のボディセラピスト・柔道整復師の小林雄祐。オーナーである柴田はカウンセリングを行い、またサロンで提供する食事も自ら作っている。

## 交友関係
- 声優の緑川光とは親友であり、お互いが新人だった頃（時期的に『南国少年パプワくん』の頃）によく電話で「俺は100作品の声優をするから、柴田さんは100冊単行本出しなよ！」と、共に野望を語り合った（柴田本人のブログにも掲載されている）。『南国少年パプワくん』の連載時、もう1人のシンタローの名称を「金髪だから金太郎です」と言ったところ柴田自身がそれを気に入り、もう1人のシンタローの名前が「キンタロー」になった[26]。『カミヨミ』ドラマCDでの雑誌インタビューでは「柴田先生から『上手くなったね』と言ってもらいたくて頑張りました」と語った。また、柴田は緑川のことを「数少ない友人」と漫画の中で語っている。
- 『ドキばぐ』の連載が縁で、多数のゲームクリエイターと交流がある。中裕司とは、『ドキばぐ』担当だったチップス小沢を含め3人で島根、鳥取旅行もしたことがある。また、ある年のとあるレストランで開かれた柴田の誕生日パーティーには、多数の著名なゲームクリエーターが参加した。その後、柴田の自宅で二次会を開いたときには、中裕司、岡本吉起、小島秀夫、松野泰己らが参加し、一緒に『ファンタシースターオンライン』を楽しんだという。2009年1月30日号の『ファミ通』で行われた小島秀夫と名越稔洋との対談で、「僕たちが初めて出会ったのは柴田先生の飲み会に誘われたとき」というエピソードが語られた。また、名越は柴田の紹介で多くのクリエーターと交流を持てたことから、「今考えると柴田先生の功績ってすごい」と語った。

## エピソード
- ゲーム『街』のセガサターン版発売記念にゲーム中に登場できる「プリクライベント」に、企画でもなんでもなく、個人で応募してゲーム中に登場した。その際、応募は原則1人1枚の所、1人で2枚送ったことを、SS版のゲーム中で指摘されている。
- 『風来のシレン2』の「ひみつの巻物」の短編漫画にて「アーミン」「盗る猫（キャッツアイ）」の名前の泥棒役で出演した。なお、この際の自画像は人間とタヌキが両方出ており、「茶壺（ポメ）」という名前の愛犬が登場している。
- 同郷の福山雅治を応援するために、TOKYO FM系の福山雅治の番組に電話出演をしたことがある。いわゆるゲストではなく、一般聴取者が電話で出演するコーナーに、自ら応募しての出演であった。その後、同番組内での企画「おもしろ美女×イケてナイスガイ合コンパーティー」にも参加した。
- 2009年11月、ザクロの実の皮が硬かったため皮ごと丸かじりして食べた際、ザクロの皮に含まれるペレチエリンによって、有毒作用で中枢性運動障害を引き起こし、3時間まったく体が動かせず、危うく命を落としかけた[27]。この出来事は、2018年10月30日の『ザ!世界仰天ニュース』で放送され、柴田が同番組の大ファンで、自らの体験を投稿したのが採用された。再現VTRの撮影は、柴田の自宅で行われ、VTRに登場した料理は柴田が実際に作ったもので、愛犬チワワの伽羅も、実際の飼い犬によるものである。
- 『ファミ通』と繋がりを持つきっかけになったのは、『シャイニング・フォース 神々の遺産』内の隠しキャラクターであるハンゾウの出し方を教えて欲しい、とファミ通編集部に対してFAXを送ったのがきっかけであり、そのときは1読者であったことから、ファミ通編集部との面識は、一切無かったとのことである[28]。

## 作品リスト

### 創作作品
南国少年パプワくん
『月刊少年ガンガン』にて連載。柴田のプロデビュー作品。
変身王子ケエル
『月刊少年ガンガン』1993年11月号に読切掲載、『フレッシュガンガン』にて連載。魔法によって蛙の姿にされてしまった、夢の国の王子・ケエルの物語。ケエルの設定は後に『自由人HERO』や『PAPUWA』などに使用された。柴田亜美個人製作でアニメ化されたこともある。3分ほどで、声優は、速水奨、緑川光、高山みなみ、和田仁美、柴田亜美本人も出演（当時の『アニメージュ』情報）イベントで1回上映されただけである。
自由人HERO
『月刊少年ジャンプ』にて連載。『南国少年パプワくん』の拡張世界。パプワくんの時代から数百年後の物語とされ、「シンタロー」という名前のキャラや秘石などの設定のつながりが見られる。
緊急出動すずめちゃん!
『なかよし』にて連載。126億円で改造手術を受けた御山野すずめが、黄金の街・ナガサキシティを狙う東京の秘密結社「スーツマン軍団」から送られた刺客と闘う。「スーツマン軍団」のモデルは掲載誌『なかよし』の編集部員・編集部長たちである。
未来冒険チャンネル5
『南国少年パプワくん』の拡張世界。『自由人HERO』と同じく『パプワくん』の時代から数百年後の物語とされ、一部に設定のつながりが見られる。完結前に休載状態だったが、2010年に書き下ろしを加えた第1〜2巻を再発売し、2015年に完結編となる第3巻が発売。
Gセン場のアーミン
『別冊ファミコン通信・攻略スペシャル』『ファミ通ブロス』にて連載したエッセイ漫画。柴田が送るゲーム（ゲーセン）漬けの日々をネタにしている。
勇者への道
『ファンロード』にて連載。月に四コマ漫画が3本掲載される。当初はRPGを題材としたファンタジックなネタを扱っていたが徐々に本人の日記漫画へと移行していった。単行本が1冊刊行されているが、未収録回が存在する。
ドリームネットPAPA
『Amie』にて連載。わずか1歳にして言葉を喋り、様々な道具をいとも簡単に生み出すMIT卒の天才ベイビー「ネット」と、彼が作り上げたホログラフィーのバーチャルペットの「ウサたん」、そしてネットの父親であるゲームプロデューサー「五味ヒデハル」その他愉快な仲間達によって繰り広げられるドタバタホームコメディ。『緊急出動すずめちゃん!』の「スーツマン軍団」のメンバーが2人、ライバル会社「リアール」のメンバーとして登場している。同誌で連載していたCLAMP作品を丸々パロディー化した回も存在する。作中にある水害の話しは柴田が中学生時代に経験した長崎大水害の実話をもとにして描かれている。連載雑誌が休刊し終了しているが、柴田本人は後年連載を振り返った際に、「雑誌は途中で廃刊になっちゃったけれど、愉しく連載させていただいた大好きな作品です」、「雑誌が廃刊にならなかったら、ずっと続けていきたかった大好きな作品です」と発言している。なお、ヒデハルのモデルはゲームクリエイターの中裕司で、ナオトのモデルは大島直人である。
ジャングル少年ジャン
『ファミ通』にて連載。『南国少年パプワくん』と似通った舞台設定をもつセルフパロディとでもいうべき作品だが作風は異なる。連載中にまれに番外編としてゲーム業界のレポート漫画を掲載するようになり、その頻度が増していくと本編が未完のまま番外編がメインとなって置き換わった。詳細は『ドキばぐ』にて。
ジバクくん
『ファミ通ブロス』にて連載。『ジャングル少年ジャン 本編』に登場した万歳をすると爆発する不可思議なナマモノ、「ジバクくん」を主人公の相棒に添えた一種のスピンオフ作品。アニメ化もされ、本編とリンクしてとある登場人物のネタバレを行う予定であったが、アニメ側がエンディングのキャスト欄でその前にばらしてしまい、多少もめたりもした。
TKman
『ビッグコミックスピリッツ』にて連載。小室哲哉本人をパロディにした漫画であるが、小室本人が関わっているわけではない。とは言え、実際に小室と対談したり、漫画の中で歌手デビューをさせたりしていた。この中の小室が『PAPUWA』のキャラクターで再利用されている。
タンバリン
『コミックGOTTA』にて連載。柴田が、「体力的にこれが自分の描く最後の格闘漫画」と公言していた作品だが、連載していた雑誌が廃刊になって終了した。
あやかし天馬
『月刊少年ジャンプ』にて連載。天狗に取り憑かれた野球少年とククリの者（=妖怪使い）の少年の友情を描いた作品。連載中に右腕を故障し、連載を断念。作中の登場キャラクターは、『カミヨミ』に多少形を変えつつ受け継がれている。
PAPUWA
『月刊少年ガンガン』にて連載。『南国少年パプワくん』の直接的な続編。連載開始の経緯は、いわゆるエニックスお家騒動により主力作家が抜けたことでの連載ラインナップの弱体化を危惧したエニックス（当時）が、連載再開を要請したという説もある。
BLUE DRAGON ST（ブルードラゴン シークレットトリック）
『月刊少年ジャンプ』にて連載。Xbox 360専用ゲームソフト『ブルードラゴン』の漫画化の一つ。ゲームから4年後の世界が舞台で、主人公はオリジナルキャラの少女（=ちみっ子）、ラーラでゲーム版の主人公だったシュウは主にツッコミ役と、柴田流に大胆なアレンジが加えられている。
L♥L♥B（ラブラブベイビー）
『少女コミック』にて連載。ベイビーギャング団と名乗る赤ちゃん2人組が悪事を働こうとして失敗を繰り返す4コマギャグ漫画。
SCRAMBLE!
『月刊少年ガンガン』にて連載。
カミヨミ
『月刊Gファンタジー』にて連載。『あやかし天馬』のキャラクターと趣向を受け継いでいる作品。

#### 読切作品
ケロたんにおまかせ!
『なかよし』2001年2月号に掲載。
屍体の医者
『good!アフタヌーン』2014年4月号に掲載。主人公には『南国少年パプワくん』の登場キャラクターの一人であるドクター高松をフィーチャーしている。今までの作風とは大きく変えた、シリアスな内容。本作発表後、柴田のところには各出版社の担当や知り合いの編集者から驚きの感想メールが多く届いたという。
当時「『描かなきゃ』ではなく『描きたい』という欲求が出るまで待っていた」という理由で、柴田は2年ほどストーリー漫画制作から遠ざかっていた。その後、坂上忍が作・演出した舞台『溺れる金魚』を見た柴田は感銘を受け、その後いろんな舞台を見た柴田は制作意欲が湧き、1日で本作の第1稿ネームを描き上げた。

### レポート・エッセイ作品
ドキばぐ
『週刊ファミ通』にて連載。ゲームメーカーやゲームクリエイターに取材をする、体当りゲームレポート漫画。柴田の作品の中で一番の長期連載で、2009年の連載休止までに約13年間連載していた。その後「特別復活編」として、不定期に掲載しているが、小島秀夫が出演した特別復活編1のみ小島がコナミを退社した事で収録されていない。
ほごけん
『ウーマン劇場』にて連載。
目指せ美BODYフープダイエット!!
『ウーマン劇場』にて連載。『46歳人生で一番ナイスバディになりました』と改題して2014年、竹書房より書籍化。
お江戸妖怪散歩
『WEBコミックガンマ』にて2014年7月10日より配信開始、毎週木曜日更新。『アーミンのぶらり妖怪散歩』と改題して書籍化。
れんコテ V系バンドマン×やんちゃネコの育猫奮闘記
『ホーム社・WEBコミックサイト「comip!」』にて連載。｢柴田亜美 with 煉&虎徹｣名義。

### ゲーム作品
ドラゴンクエスト 4コママンガ劇場
ドラゴンクエストシリーズの4コマ漫画。6巻まで参加。ドラゴンクエスト・ガンガン編は1巻のみ参加。
FLO4コマ劇場
ファンタジーライフ オンラインの4コマ漫画。ゲーム内にて連載。
ザ・キング・オブ・ファイターズ'97 エディットチームエンディングゲストイラスト
山崎竜二、チャン・コーハン、チョイ・ボンゲの3人でプレイし、最終ボスのオロチを倒した後、このイラストが登場する。

## キャラクターデザイン
- ドカポン3・2・1〜嵐を呼ぶ友情〜
- ビヨンド ザ ビヨンド 〜遥かなるカナーンへ〜
- トゥルーファンタジー ライブオンライン

## テレビ出演
- ザ!世界仰天ニュース（2018年10月30日放送）※VTR出演
- オータケ・サンタマリアの100まで生きるつもりです（2019年2月18日放送）
- アウト×デラックス
  - 2019年4月26日放送
  - 2020年8月20日放送
- ホンマでっか!?TVスペシャル（2019年5月22日放送）
- 有田哲平と高嶋ちさ子の人生イロイロ超会議SP（2019年7月8日放送）
- 開運!なんでも鑑定団
  - 2020年1月28日 カエルの置物を鑑定
  - 2020年8月18日 絵皿を鑑定
- ワイドナショー
  - 2020年9月6日放送
  - 2020年11月1日放送
  - 2021年5月23日放送
  - 2022年12月4日放送
  - 2023年3月26日放送
  - 2024年2月4日放送
- 所JAPAN
  - 2021年6月28日放送
- 上田と女が吠える夜
  - 2022年8月3日放送[34]
  - 2022年12月21日放送 2022年年納め2時間大デトックスSP
- 総額2億1800万円を家に隠しました（2022年8月27日、テレビ東京）

## アシスタント
- タイジャンホクト
- ちゃありぃ金城ちゃっぷりん
- 吉本蜂矢
- K (ミュージシャン)